# 舊馬爾季尼夫

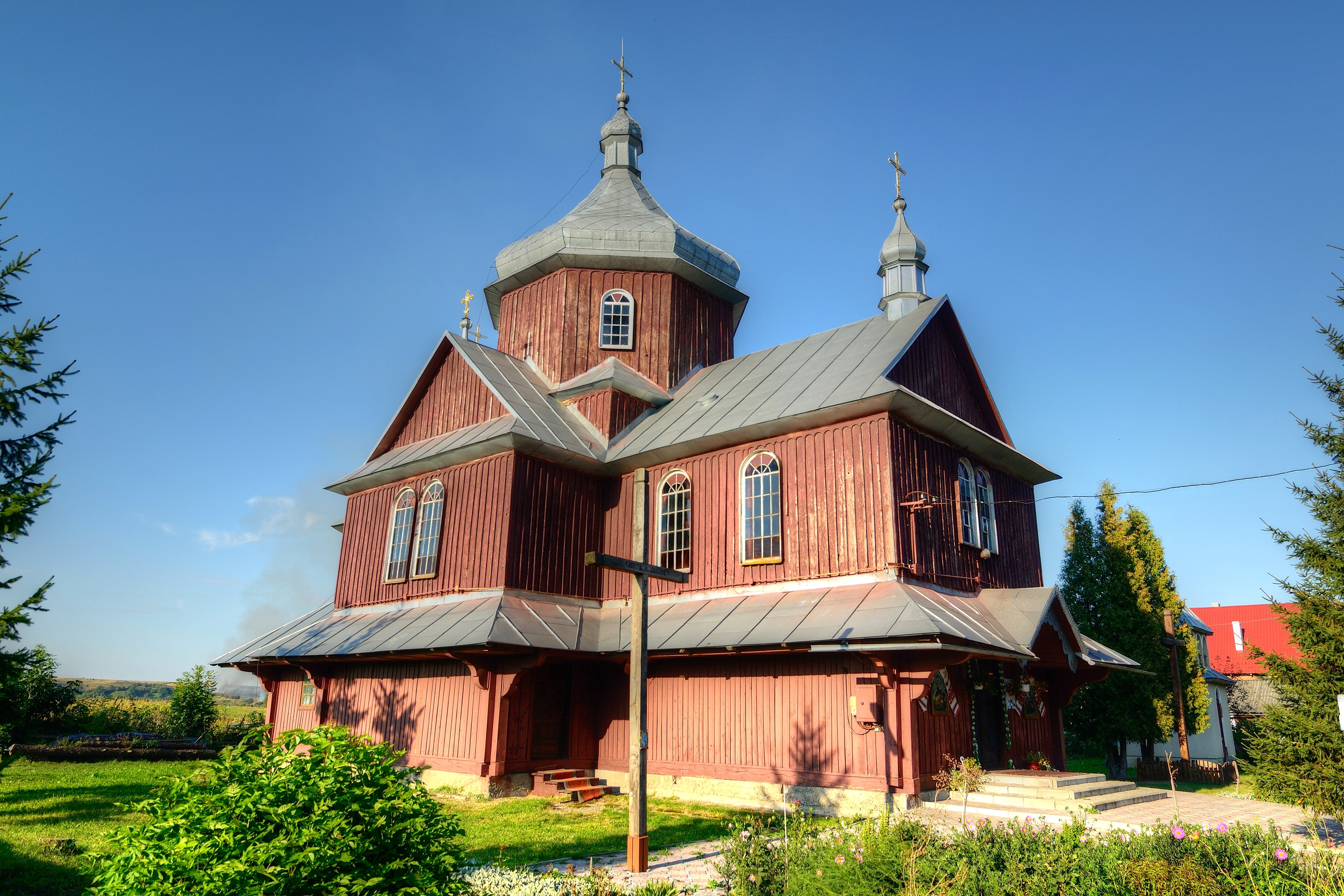

舊馬爾季尼夫（烏克蘭語：Старий Мартинів），是烏克蘭西部的村莊，隸屬伊萬諾-弗蘭科夫斯克州的伊萬諾-弗蘭科夫斯克區。該村面積8.9平方公里，2021年人口403，人口密度每平方公里52.2人。
49°12′24″N 24°33′58″E / 49.20667°N 24.56611°E